# Coppélia
Coppélia, ou La fille aux yeux d'émail (Coppélia, o La ragazza dagli occhi di smalto) è un balletto pantomimico in due atti e tre scene, coreografia originale di Arthur Saint-Léon su musica composta da Léo Delibes. Il libretto di Charles Nuitter e Arthur Saint-Léon è ispirato al primo racconto dei Notturni di Ernst Theodor Amadeus Hoffmann, Der Sandmann (L'uomo della sabbia), pubblicato nel 1816. È l'ultima creazione di Saint-Léon, morto tre mesi dopo la prima rappresentazione.

## Il balletto: fortuna e caratteri generali

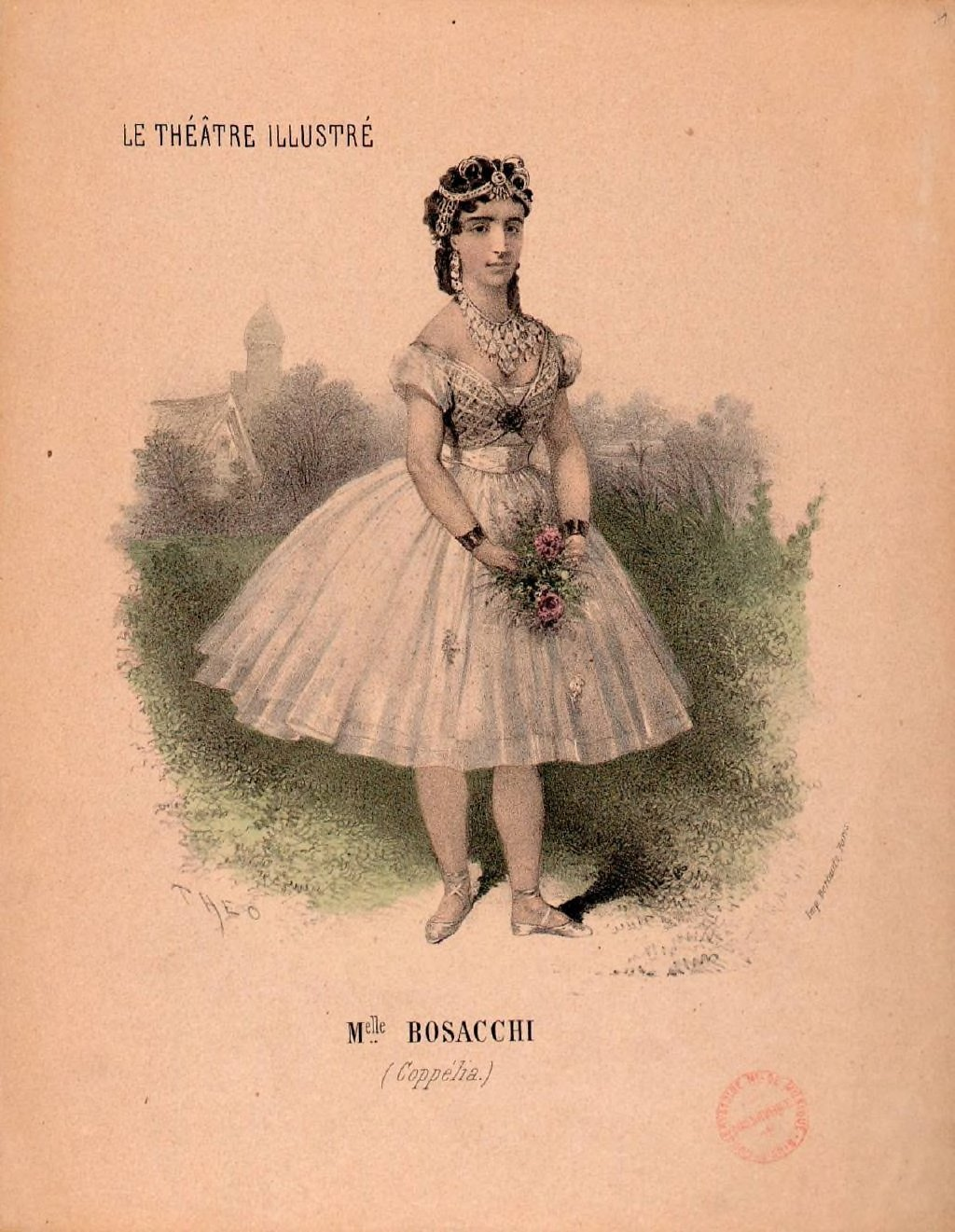
Giuseppina Bozzacchi, prima Coppélia, in una stampa del 1870.

In occasione della prima rappresentazione all'Opéra national de Paris, il 25 maggio 1870, le scene furono realizzate da Charles Cambon, Edouard Despléchin e Jean Baptiste Lavastre e i costumi da Paul Lormier. Giuseppina Bozzacchi ballò nel ruolo principale, Eugénie Fiocre interpretava la parte di Frantz en travesti.
Nonostante l'enorme successo, le repliche del balletto vennero interrotte innanzitutto a causa della guerra franco-prussiana e dell'assedio di Parigi del 1870-71, quindi della scomparsa della Bozzacchi, morta di vaiolo nel giorno del suo diciassettesimo compleanno.
In questo balletto i riferimenti a spiriti eterei, come silfidi e villi, e al soprannaturale, tanto cari al Romanticismo,  scompaiono per lasciare spazio alle avventure, intrise di umorismo, di una bambola meccanica ed alle sue briose danze di carattere.
Il balletto rappresenta dunque un'audace rottura con il mondo triste e cupo tipico dei balletti romantici come Giselle o La Sylphide.
Nel 1885 avviene la centesima recita al Palais Garnier di Parigi dove nel 1899 arriva alla duecentesima, nel 1911 alla trecentesima, nel 1920 alla quattrocentesima, nel 1927 alla cinquecentesima diretta da Henri Büsser e nel 1941 la seicentesima con Roland Petit.
È tuttora nel repertorio dell'Opéra di Parigi e mantiene una buona fedeltà all'originale.

## Musica
La musica di Léo Delibes è stata di grande ispirazione per un altro grande compositore di balletti classici, Pëtr Il'ič Čajkovskij.
| Atto I i. Prélude et Mazurka ii. Valse Lente iii. Scène iv. Mazurka v. Scène vi. Ballade de l'Épi vii. Thème Slave Varié viii. Czárdás ix. Finale | Atto II, scena I i. Entr'acte et Valse ii. Scène iii. Scène iv. Musique des Automates v. Scène vi. Chanson a Boire et Scène vii. Scène et Valse de la Poupée viii. Scène ix. Boléro x. Gigue xi. Scène xii. Marche de la Cloche | Atto II, scena II i. Introduction ii. Valse des Heures iii. L'Aurore iv. La Prière v. Le Travail (La Fileuse) vi. L'Hymen (Noce Villageoise) vii. Le Discorde et la Guerre viii. La Paix ix. Danse de Fête x. Galop Finale |

## Il soggetto
Il balletto si svolge in un piccolo villaggio della Galizia, regione boscosa nei Carpazi dell'Europa centrale.

### Atto I: La piazza del villaggio

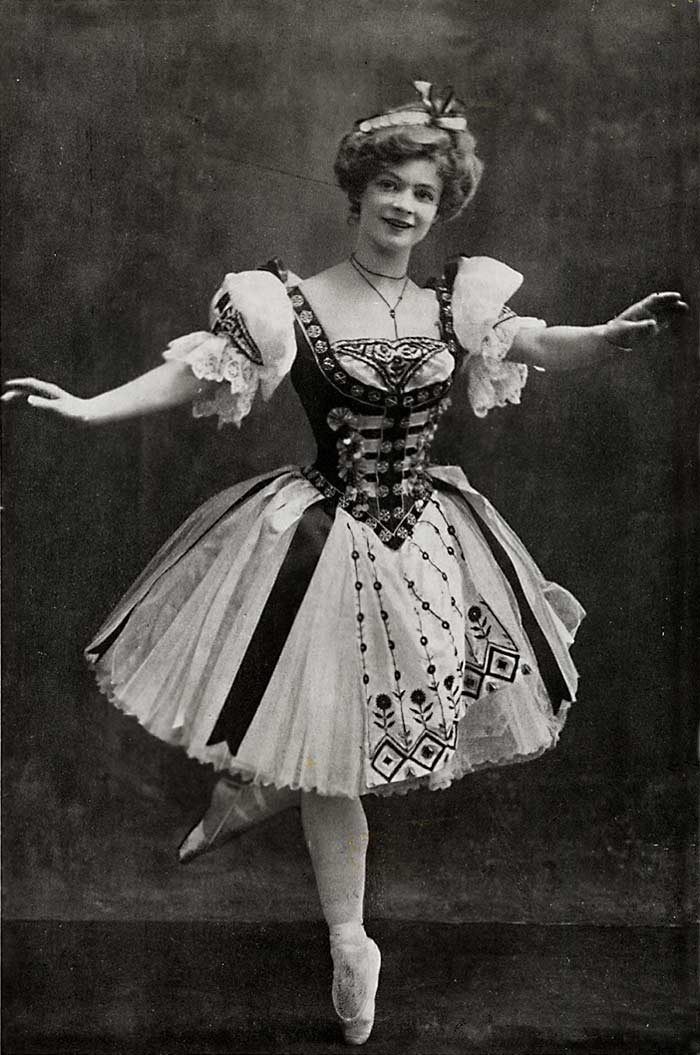
Adeline Genée in Coppélia (Londra, 1900)

Piazza del villaggio, con due case ai lati. Una è quella del Dottor Coppélius (Spalanzani nel racconto di Hoffmann), uno strano personaggio, fabbricante di giocattoli un po' mago, e l'altra è di Swanilda, un'adolescente che vive lì con i suoi genitori ed è la fidanzata di Franz.
Swanilda, uscendo, vede qualcosa di strano. Al balcone della casa del Dottor Coppélius vi è una bellissima ragazza seduta a leggere un libro. Potrebbe essere Coppèlia, la misteriosa figlia di Coppélius, che nessuno in villaggio ha mai visto. Swanilda cerca inutilmente di attirare la sua attenzione ma vedendo arrivare Franz si nasconde per fargli una sorpresa. Appena Franz entra nella piazza, la sua attenzione è catturata da Coppélia: Franz si dimostra galante e le lancia un bacio. Swanilda esce dal suo nascondiglio e si agita contro Franz in preda alla gelosia. 
Intanto la piazza del villaggio si riempie, il borgomastro deve fare un importante annuncio: il duca del castello vicino ha donato una nuova campana per la chiesa e il giorno seguente si organizzerà una festa in suo onore. A chi si sposerà il giorno seguente il duca donerà una borsa piena d'oro. Swanilda danza con le amiche e poi raccoglie una spiga: una vecchia leggenda dice che se una ragazza sente il grano risuonare nello stelo della spiga, significa che l'amore del suo spasimante è vero. Swanilda non sente però nulla e si convince che Franz non la ami.
Gli abitanti del villaggio ballano una brillante mazurca e i nobili un'elegante czardas.
La sera si avvicina e la piazza si svuota, Coppélius esce di casa e si allontana non accorgendosi di aver perso la chiave.
Swanilda e le sue sei amiche arrivano poco dopo, vedono la chiave e decidono di entrare nella casa del Dottor Coppélius per scoprire chi è Coppélia. Dopo poco Coppélius torna indietro, scopre che la porta è stata aperta e decide di tendere una trappola agli intrusi. Nel frattempo anche Franz, con una scala, si intrufola in casa entrando dal balcone.

### Atto II: Un laboratorio
Scena I
Laboratorio del Dottor Coppélius.
Tutto è buio e misterioso, in un angolo vi è una tenda dietro la quale Swanilda trova Coppélia, sempre seduta a leggere un libro. Toccandola, scopre che la causa di tutte le sue gelosie è in realtà una bambola meccanica.
Mentre esulta di gioia, le amiche mettono in moto tutte le bambole meccaniche presenti nel laboratorio ma proprio in quel momento Coppélius irrompe nella stanza e scaccia le ragazze. Solo Swanilda rimane, nascondendosi dietro la tenda in modo da prendere il posto di Coppelia. A quel punto entra Franz dalla finestra e dichiara a Coppélius il suo amore per la figlia. Il mago prima fa per allontanarlo, ma poi cambia idea e gli offre un bicchiere di buon vino che in realtà è narcotizzato.
Franz cade addormentato e Coppélius gli porta vicino la sua bambola (in realtà ora è Swanilda) sperando di riuscire, attraverso le arti magiche, a trasferire la vita dal giovane a Coppèlia. Swanilda sta al gioco e incanta il mago con una danza spagnola e una danza scozzese. La ragazza quindi sveglia Franz, lo mette al corrente dell'inganno e insieme a lui scappa dal laboratorio. A Coppélius non resta che abbracciare sconsolato il suo manichino.
Scena II
Nella piazza del villaggio si svolgono i festeggiamenti per la consegna della campana. Alcune coppie si sposano, tra queste anche Franz e Swanilda. Seguono i festeggiamenti con varie danze (Danza delle Ore, Preghiera, Alba, Gavotta).